# Великосельская
Великосе́льская (укр. Великосільська, крымскотат. Toğanaş Miñ yılğası, Тогъанаш Минъ йылгъасы) — маловодная балка в северной части степного Крыма, находящаяся в Нижнегорском и Джанкойском районах — после открытия в 1966 году Северо-Крымского канала носит название главный коллектор № 11 (ГК-11) длиной 15,4 километра, из которых 13,0 километра проходит по естественному руслу балки. Водосборная площадь, вместе с дренажной сетью, составляет 5656 гектаров.
Исток балки изначально находился примерно в 1,5 км южнее села Таганашмин (ныне Великоселье), на высоте около 11 м над уровнем моря. Судя по карте генерал-майора Мухина 1817 года, Великосельская имела 5—6 притоков-балок, со временем выровненных в результате длительной распашки.
Общее направление балки — северо-восток, впадает в Сиваш, образуя районе устья периодически осыхающий (в зависимости от действия ветра и использования подземных вод) болотистый залив — ранее образовывалось озеро Кангил, в настоящее время исчезнувшее. Водоохранная зона балки установлена в 50 м. Ранее, судя по доступным источникам, балка названия не имела, современное дано по близлежащему селу.